# 29701 Peggyhaas
29701 Peggyhaas este o planetă minoră (asteroid), cu un diametru de 4,58 km, din centura de asteroizi. A fost descoperită pe 20 decembrie 1998 la Catalina Station⁠(d) de Catalina Sky Survey. 
Obiectul prezintă o orbită caracterizată de o semiaxă mare de 2,5340384 UAi, o excentricitate de 0,2, o înclinație de 17,53187 ° în raport cu ecliptica.